# Esbjerg Sygehusapotek
Esbjerg Sygehusapotek er et af fire sygehusapoteker i Region Syddanmark og er offentligt ejet af regionen. Sygehusapoteket er beliggende på Esbjerg Sygehus.
Apoteket ledes af en sygehusapoteker, der er farmaceut. Derudover består personalet af farmaceuter, farmakonomer og servicemedarbejdere.
Apoteket beskæftiger sig med indkøb og distribution af lægemidler, klinisk farmaci, rationel farmakoterapi, fremstilling af cytostatikakure, medicinservice og information til læger og sygeplejepersonale i forbindelse med ordination og administration af lægemidler til sygehusets patienter.
Apoteket leverer primært medicin til Esbjerg og Grindsted Sygehus´ matrikler i Esbjerg, Grindsted og Brørup samt Psykiatricenter Vest Ribe.

## Eksterne kilder, links og henvisninger
- Esbjerg Sygehusapoteks hjemmeside